# Городской музей Сендая
Городской музей Сэндая (яп. 仙台市博物館) — городской музей города Сэндай, расположенный в районе Аоба.

## История и экспозиция музея
В 1951 году представители клана Датэ, основавшего город Сэндай и управлявшего им в течение более чем двух с половиной веков, передала свою землю городу за определенную плату, а часть — пожертвовала. Одновременно представители клана передали в дар городу около 8 тыс. культурных ценностей, принадлежащих семье Датэ. Для строительства здания, обеспечивающего хранение переданных ценностей, городскими властями были учреждены в 1958 году Сэндайский городской музей и Ассоциация содействия созданию художественных музеев. Создание экспозиции музея было начато (1960) в помещениях замка Аоба. Городской музей Сэндая был открыт в 1961 году.
В течение десяти лет после своего открытия Городской музей расширился до трёх зданий, увеличив общую площадь экспозиции за этот период примерно в 2,7 раза. В 1986 году музей переехал в специально построенное здание. Общая площадь музея составляет 18 тыс. кв. метров. Коллекция музея насчитывает более 90 тыс. экспонатов, представляющих историю и культуру Сэндая в период Эдо. В числе экспонатов музея представлен знаменитый шлем с венчающим его асимметричным «месяцем», боевые доспехи и плащ Масамунэ Датэ, которые послужили прототипом костюма Дарта Вейдера и экспонаты, связанные с визитом Хасэкура Цунэнага в Европу, также представлены образцы придворной одежды, картины, ширмы и письма, в том числе от Масамунэ. Значительная часть экспозиции музея посвящена истории сэндайского княжества, 8-метровый макет города Сэндай во времена Датэ.